# Tetramorium hortorum
Tetramorium hortorum är en myrart som beskrevs av Arnold 1958. Tetramorium hortorum ingår i släktet Tetramorium och familjen myror. Inga underarter finns listade i Catalogue of Life.